# Frieda Brock

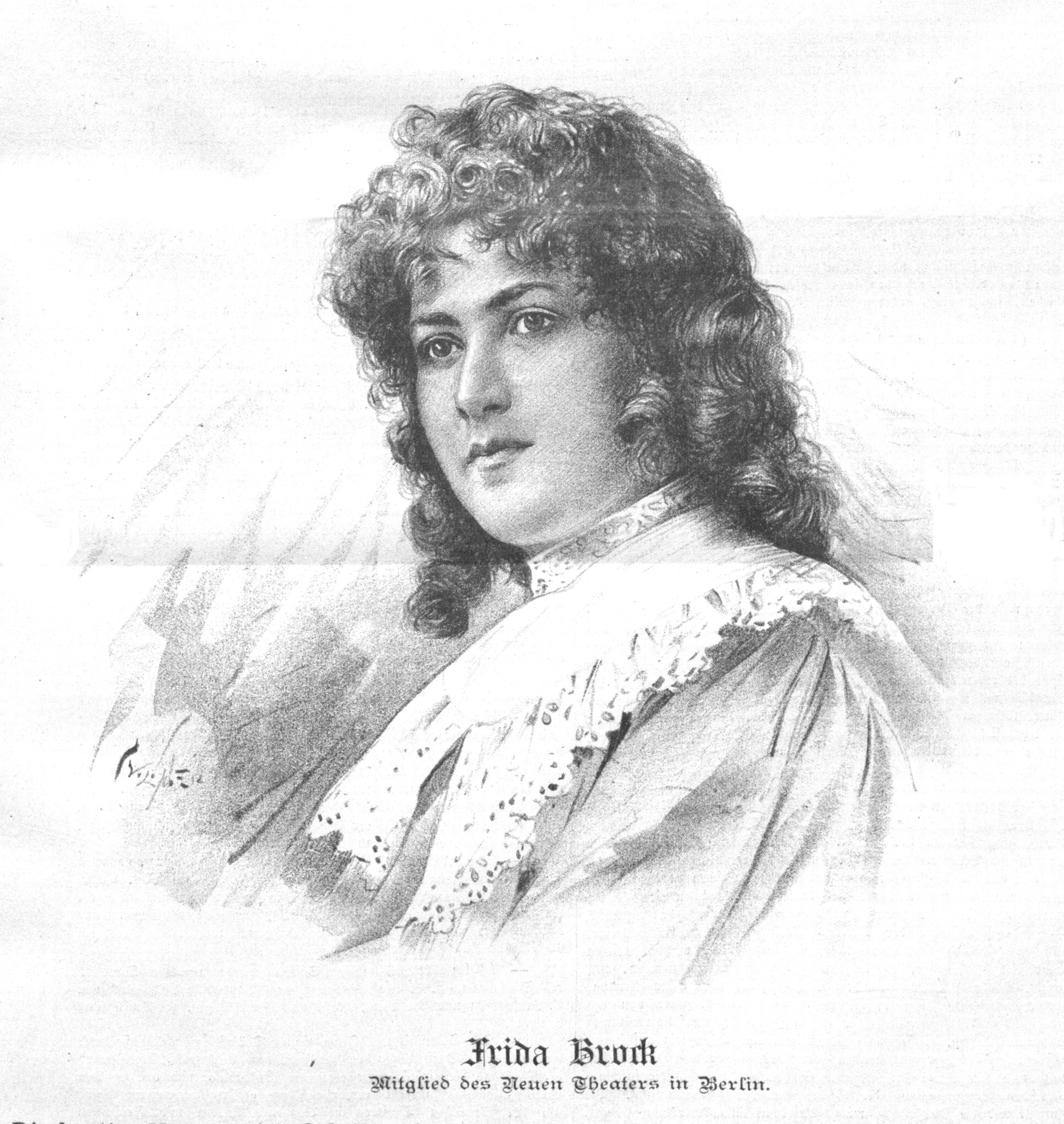
Frieda Brock im Jahre 1889

Frieda Brock (2. Dezember 1873 in Berlin – 4. Juni 1943 ebenda) war eine deutsche Kinderdarstellerin und Theaterschauspielerin.

## Leben
Brock, die Tochter der Schauspielerin Helene Brock, wurde schon frühzeitig auf der Bühne verwendet, und hat mit vielem Erfolg Kinderrollen wie „Karl“ im Götz von Berlichingen, „Walter Tell“ etc. dargestellt.
Eine Theaterschule hat sie nie besucht, und gerade die Tatsache eines natürlichen, nicht durch die übliche Konvention beengten Könnens, ließ ihre Darbietungen umso lobenswerter erscheinen. Herangewachsen kam sie als jugendliche Naive ans Stadttheater nach Görlitz, nach Lübeck, von dort nach Magdeburg, wo sie Direktor Lautenburg in der Rolle der „Beate“ im Tropfen Gift sah, ihre Begabung erkannte und sofort fürs Residenztheater in Berlin engagierte. Gleich bei ihrem ersten Auftreten als „Ännchen“ in der Jugend erzielte sie stürmischen Beifall und spielte diese Rolle über 300 Mal unter allgemeiner Anerkennung. Sie gefiel nicht minder als „Hedwig“, wie als „Lene“ in der Haubenlerche, und sei es als außerordentliche Leistung ihrer reichen Repertoires Der verlorene Sohn bezeichnet. 1898 trat sie ans Schillertheater über.
Ihr weiterer künstlerischer Lebensweg ist unbekannt, sie starb 1943.